# Ratpenat pilós papú
El ratpenat pilós papú (Phoniscus papuensis) és una espècie de ratpenat de la família dels vespertiliònids que es troba a Austràlia, Indonèsia i Papua Nova Guinea.